# Les diseurs de vérité
Les diseurs de vérité is een Nederlandse film uit 2000, geregisseerd en geschreven door Karim Traïdia. 

## Verhaal
Les diseurs de vérité gaat over het levensbedreigende bestaan van een dissident in Algerije. De satirische columns van de journalist Sahafi zijn aanleiding voor een aantal aanslagen op zijn leven. Als spreker van de waarheid weigert hij zich te conformeren aan de politieke intimidaties van de islamitische jihad. 

## Prijzen en nominaties
Karim Traïdia werd genomineerd voor een Tiger Award op het Rotterdam International Film Festival in 2000. Hij won in hetzelfde jaar een Golden Palm op het Valencia Festival of Mediterranean Cinema. 